# Panamerikanische Spiele 2015/Fechten
Bei den Panamerikanischen Spielen 2015 in Toronto, Kanada, fanden vom 20. bis 25. Juli 2015 im Fechten insgesamt zwölf Wettbewerbe statt, davon je sechs bei den Männern und bei den Frauen. Austragungsort war das Toronto Pan Am Sports Centre.

## Bilanz

### Medaillenspiegel
| Platz  | Land                    | Gold | Silber | Bronze | Gesamt |
| ------ | ----------------------- | ---- | ------ | ------ | ------ |
| 1      | Vereinigte Staaten      | 9    | 3      | 2      | 14     |
| 2      | Venezuela               | 2    | 2      | 2      | 6      |
| 3      | Kanada                  | 1    | 2      | 3      | 6      |
| 4      | Brasilien               | —    | 1      | 4      | 5      |
| 5      | Argentinien             | —    | 1      | 3      | 4      |
| 5      | Mexiko                  | —    | 1      | 3      | 4      |
| 7      | Dominikanische Republik | —    | 1      | —      | 1      |
| 7      | Kolumbien               | —    | 1      | —      | 1      |
| 9      | Kuba                    | —    | —      | 1      | 1      |
| Gesamt | Gesamt                  | 12   | 12     | 18     | 42     |

### Medaillengewinner
Männer
| Disziplin          | Gold                                                                       | Silber                                                         | Bronze                                                           |
| ------------------ | -------------------------------------------------------------------------- | -------------------------------------------------------------- | ---------------------------------------------------------------- |
| Degen              | Rubén Limardo                                                              | José Félix Domínguez                                           | Hugues Boisvert-Simard Jason Pryor                               |
| Florett            | Alexander Massialas                                                        | Gerek Meinhardt                                                | Ghislain Perrier Daniel Gómez                                    |
| Säbel              | Eli Dershwitz                                                              | Joseph Polossifakis                                            | Renzo Agresta Ricardo Bustamante                                 |
| Degen Mannschaft   | VenezuelaRubén Limardo Francisco Limardo Silvio Fernández                  | Vereinigte StaatenYeisser Ramirez Jason Pryor Benjamin Bratton | KubaYunior Reytor Reynier Henriquez Ringo Quintero               |
| Florett Mannschaft | Vereinigte StaatenMiles Chamley-Watson Alexander Massialas Gerek Meinhardt | BrasilienGhislain Perrier Fernando Scavasin Guilherme Toldo    | MexikoRaul Arizaga Jesús Beltran Daniel Gómez                    |
| Säbel Mannschaft   | Vereinigte StaatenEli Dershwitz Daryl Homer Jeff Spear                     | KanadaShaul Gordon Joseph Polossifakis Mark Peros              | ArgentinienRicardo Bustamante Pascual Di Tella Stefano Lucchetti |

Frauen
| Disziplin          | Gold                                                                  | Silber                                                   | Bronze                                                     |
| ------------------ | --------------------------------------------------------------------- | -------------------------------------------------------- | ---------------------------------------------------------- |
| Degen              | Katharine Holmes                                                      | Violeta Ramírez Peguero                                  | Nathalie Moellhausen María Martínez                        |
| Florett            | Lee Kiefer                                                            | Saskia Loretta García                                    | Alanna Goldie Nicole Ross                                  |
| Säbel              | Dagmara Wozniak                                                       | Alejandra Benítez                                        | Gabriella Page María Belén Pérez Maurice                   |
| Degen Mannschaft   | Vereinigte StaatenAnna van Brummen Katharine Holmes Katarzyna Trzopek | VenezuelaMaría Martínez Eliana Lugo Dayana Martinez      | BrasilienNathalie Moellhausen Amanda Simeão Rayssa Costa   |
| Florett Mannschaft | KanadaAlanna Goldie Eleanor Harvey Kelleigh Ryan                      | Vereinigte StaatenLee Kiefer Nzingha Prescod Nicole Ross | MexikoDenisse Hernández Nataly Michel Melissa Rebolledo    |
| Säbel Mannschaft   | Vereinigte StaatenIbtihaj Muhammad Dagmara Wozniak Mariel Zagunis     | MexikoÚrsula González Paola Pliego Julieta Toledo        | VenezuelaAlejandra Benítez Milagros Pastran Shia Rodríguez |